# Katharina Brumbach
Katharina Brumbach o Kathi Brumbach, también conocida artísticamente como Katie Sandwina, Sandwina, Lady Hercules, Mujer de Acero; The Great Sandwina y en el activismo como Sandwina La Sufragista (Essen, 6 de mayo de 1884-Nueva York, 21 de enero de 1952) fue una artista de circo especializada en lucha y atletismo de fuerza y una sufragista de origen alemán - estadounidense, considerada hasta 1986 «la mujer más fuerte del mundo».

## Trayectoria
Brumbach nació en Alemania, aunque algunos autores sugieren que nació en Viena y que su origen era austríaco. Fue una de los 14 hijos de una pareja de artistas circenses de origen bávaro, Johanna y Philippe Brumbach, ambos famosos por su fuerza. Su padre, tenía un tórax de 142 centímetros, medía 1,80 metros de altura y pesaba unos 270 kilos; y su madre, bíceps de 41 centímetros y una altura también de 1,80 metros. Sus hermanas Bárbara, Eugenia y Marie, tenían gran fuerza física y actuaron junto a ella y sus padres durante un tiempo, sin embargo, Brumbach fue la más fuerte de sus hermanos y la única que alcanzó fama mundial. 
Con dos años ya practicaba la parada de manos en las palmas de su padre, acto que formó parte de sus inicios como artista de circo. La fuerza física de Brumbach tuvo mucho que ver con la genética, de adolescente ya medía más de 1,80 metros y llegó a pesar 130 kilos. Fue muy disciplinada con sus entrenamientos y llegó a tener bíceps de 43 centímetros y muslos de 74 centímetros. Brumbach se dedicó a la lucha y a las hazañas de fuerza, y su número dentro del circo familiar consistió en hacer levantamiento de mancuernas y pesas, para luego, retar a quienes asistían a su espectáculo a superarla, para ello, su padre ofrecía una alta cantidad de dinero como recompensa, pero nadie logró vencerla.
A los 16 años, Brumbach conoció a Max Heymann, un acróbata de circo alemán, que la retó en una competición, con el propósito de conseguir impulso y publicidad para su carrera. Heymann perdió, pero luego se casó con Brumbach y el matrimonio duró 52 años. Tuvieron dos hijos, Theodore (1909-1997), que se convirtió en boxeador de peso pesado profesional y a quien se le conoció como Ted Sandwina; y Alfred (1918), que se convirtió en actor.
Heymann tenía una estatura menor a la de Brumbach y esta diferencia los hizo una pareja mucho más llamativa para el espectáculo circense. Como pareja artística, crearon un número en el que Brumbach elevaba sobre su cabeza con una sola mano a Heymann –que medía 1,70 m– y lo manipulaba como si fuera un fusil de soldado.
Entre 1900 y 1910 con el espectáculo The Sandwina se presentó en los Estados Unidos y en Europa. En los carteles de publicidad se mostraba una imagen de Brumbach sosteniendo sobre su cabeza a tres hombres sobre una bicicleta.
En 1911, luego de una actuación en el Olympia de París, Brumbach fue contratada por John Ringling para trabajar en el Ringling Brothers and Barnum & Bailey Circus, por lo que la familia tuvo que emigrar a los Estados Unidos. Debutó en el Madison Square Garden de Nueva York y como parte de la campaña de promoción, se convocó a diez médicos de todo el país para que examinaran públicamente su físico y llegaron a la conclusión de que sus medidas y complexión física correspondían a los de una mujer normal de acuerdo a estándares aceptados. En esta época, su espectáculo pasó a llamarse Miss Katie Sandwina & Troupe y su número se presentó en la pista central del Ringling que estaba dedicada solo para las estrellas.
Este mismo año, también estableció el récord mundial de levantamiento de peso, al ganarle al padre del culturismo moderno, Eugen Sandow, en una competición. Brumbach obtuvo la victoria al levantar un peso de 300 libras –unos 136 kilos– sobre su cabeza, usando una sola mano, mientras Sandow solo pudo elevar este mismo peso hasta su pecho. A partir de este momento, comenzó a llamarse por su nombre artístico más distintivo, Katie Sandwina, y se le reconoció como «la mujer más fuerte del mundo».
En marzo de 1912, en un acto que se celebró en el Madison Square Garden, se presentó ante la prensa mundial, la primera sociedad sufragista del mundo del circo, llamada Suffragette Ladies of the Barnum & Bailey Circus, de la que Brumbach fue la vicepresidenta y que agrupó a 800 mujeres. Esta asociación trabajó junto a la Woman's Political Union para reivindicar los derechos de las mujeres en los Estados Unidos. Ambas instituciones contribuyeron, entre otras, a que en 1920, se reconociera el derecho nacional al voto de las mujeres estadounidenses.
Durante su andadura como artista de circo, Brumbach mostró su fuerza con diferentes números, doblando barras de hierro con las manos, rompiendo eslabones de cadenas de hierro con sus dedos, sosteniendo sobre su pecho un carrusel con media docena de adultos en equilibrio o sobre su cuerpo media tonelada –unos 500 kilos– de piedra que colocaban sobre ella ocho hombres; y sirviendo como base de un puente, sobre el que caminaban varias personas en doble fila y un carruaje de caballos. A Brumbach no se le asoció con estereotipos masculinos por su profesión, al igual que otras artistas forzudas contemporáneas, frecuentemente se enfatizaba su feminidad describiéndola cómo: «femenina», «glamurosa», «bella», «encantadora» o «wonder woman».
En los años 1930, Brumbach y Heymann comenzaron a trabajar para la Works Progress Administration (WPA) Circus, durante el gobierno de Franklin D. Roosevelt, un proyecto que tuvo como objetivo ofrecer empleo a los artistas desempleados en la época de la Gran Depresión, para que las familias estadounidenses de bajos ingresos pudieran disfrutar de espectáculos de circo de calidad.
Después de haber recorrido los Estados Unidos y Europa con el circo, se retiró a los 64 años. Finalmente, la pareja, abrió Circus Bar, un bar-restaurante en Queens, en el que Heymann era el cocinero y Brumbach la camarera que ocasionalmente divertía a los comensales rompiendo herraduras, doblando barras de acero y demostrando su fuerza levantando a Heymann.
Brumbach murió a los 67 años, de cáncer, el 21 de enero de 1952, en un hospital de Manhattan, y fue enterrada en el cementerio judío de Staten Island.

## Reconocimientos
De 1911 a 1986, Brumbach fue reconocida como la mujer más fuerte del mundo por el Libro Guinness de los récords, hasta que fue superada por Karyn Marshall, quien logró levantar 485 libras –unos 220 kilos–, fijando así, un nuevo récord mundial.
La caricaturista y periodista estadounidense, Kate Carew, reconocida por sus entrevistas ilustradas a personalidades influyentes de su época como Mark Twain o Theodore Roosevelt, dedicó un artículo a página completa a Brumbach que se publicó en el Sunday World, división del New York World, el 16 de abril de 1911 y se tituló Barnum and Bailey’s Strong Woman Tells Kate Carew.
A raíz de la muerte de Brumbach, su esposo Heymann donó todo su archivo sobre la vida artística de Brumbach a la New York Public Library for the Performing Arts. Además, en el Berlin City Museum se puede encontrar parte del material fotográfico relacionado con Brumbach.

## En la cultura popular
En 2015, el escritor Tony Wolf lanzó Suffrajitsu, una trilogía en formato de novela gráfica, con ilustraciones de Joao Vieira y que forma parte de la Saga Foreworld. Esta obra cuenta una historia alternativa sobre las líderes del movimiento radical por los derechos de la mujer, mostrándolas como fugitivas de la ley y cuyas guardaespaldas son una élite secreta, llamada sociedad de las Amazonas, formada por mujeres entrenadas en el arte marcial del bartitsu y que han jurado proteger a sus líderes de la detención y el asalto. Brumbach sirve de inspiración para una de las personajes de las Amazonas, llamada, Katie "Sandwina" Brumbach.
El grupo español de blues y música americana, The Lákazans, lanzó en 2018 el álbum titulado Sandwina. Un disco dedicado a la mujer y en el que la vida de Brumbach sirve de hilo conductor para mostrar letras donde el dolor y la adversidad se pueden enfrentar con fortaleza y poder.
En 2019 el director y productor Todd Sansom, estrenó Chapter 4: Sandwina, uno de los capítulos de la serie de documentales The Rogue Legends Series, dedicados a los personajes más fuertes de la historia, protagonizada por el levantador de pesas olímpico, Terry Todd y su esposa, la profesora de kinesiología y educación para la salud en la Universidad de Texas, Jan Tood.

## Galería

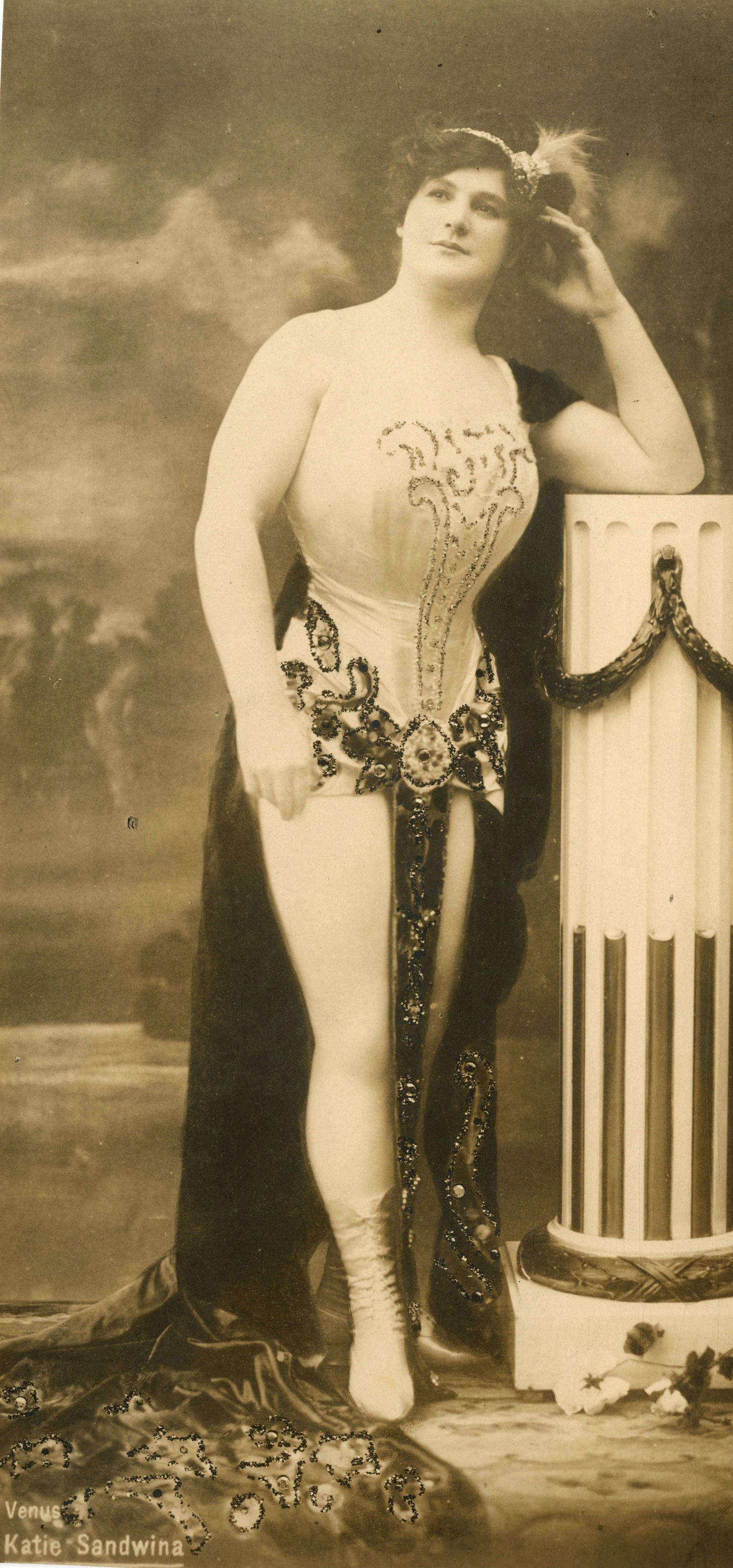
Foto de Katie Sandwina, 1913.
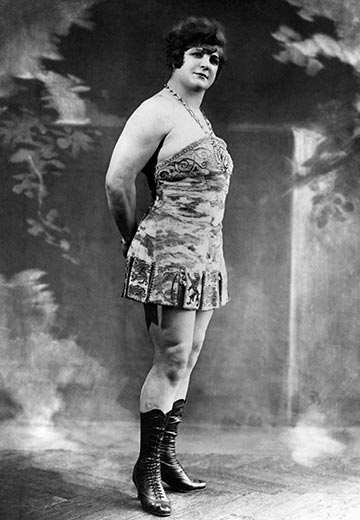
Foto de Katie Sandwina, 1922.
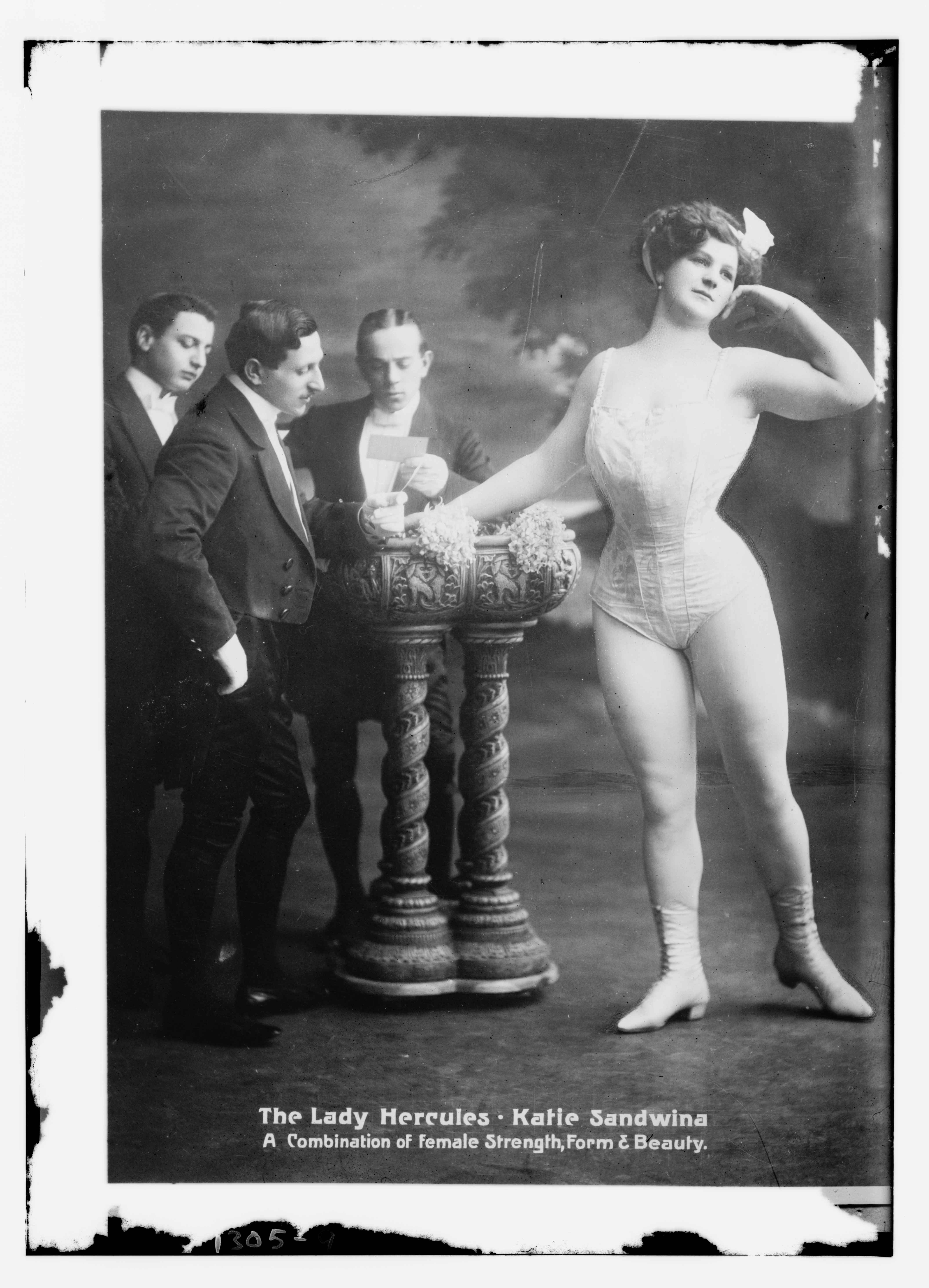
Foto de Katie Sandwina, 1900.
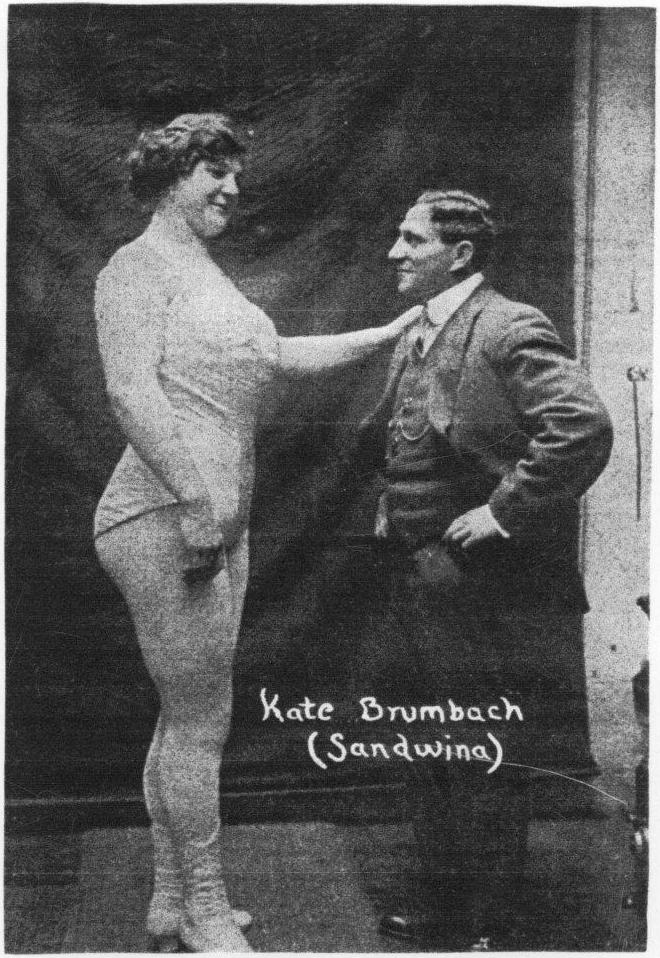
Foto de Katie Sandwina y su esposo.
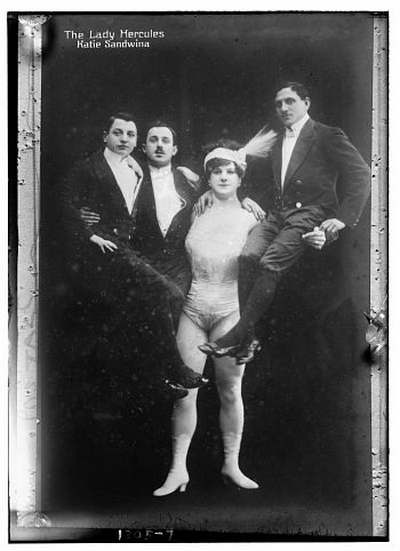
Foto de Katie Sandwina.
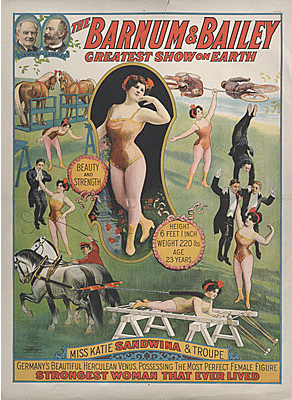
Cartel anunciando una actuación de Sandwina, 1914.
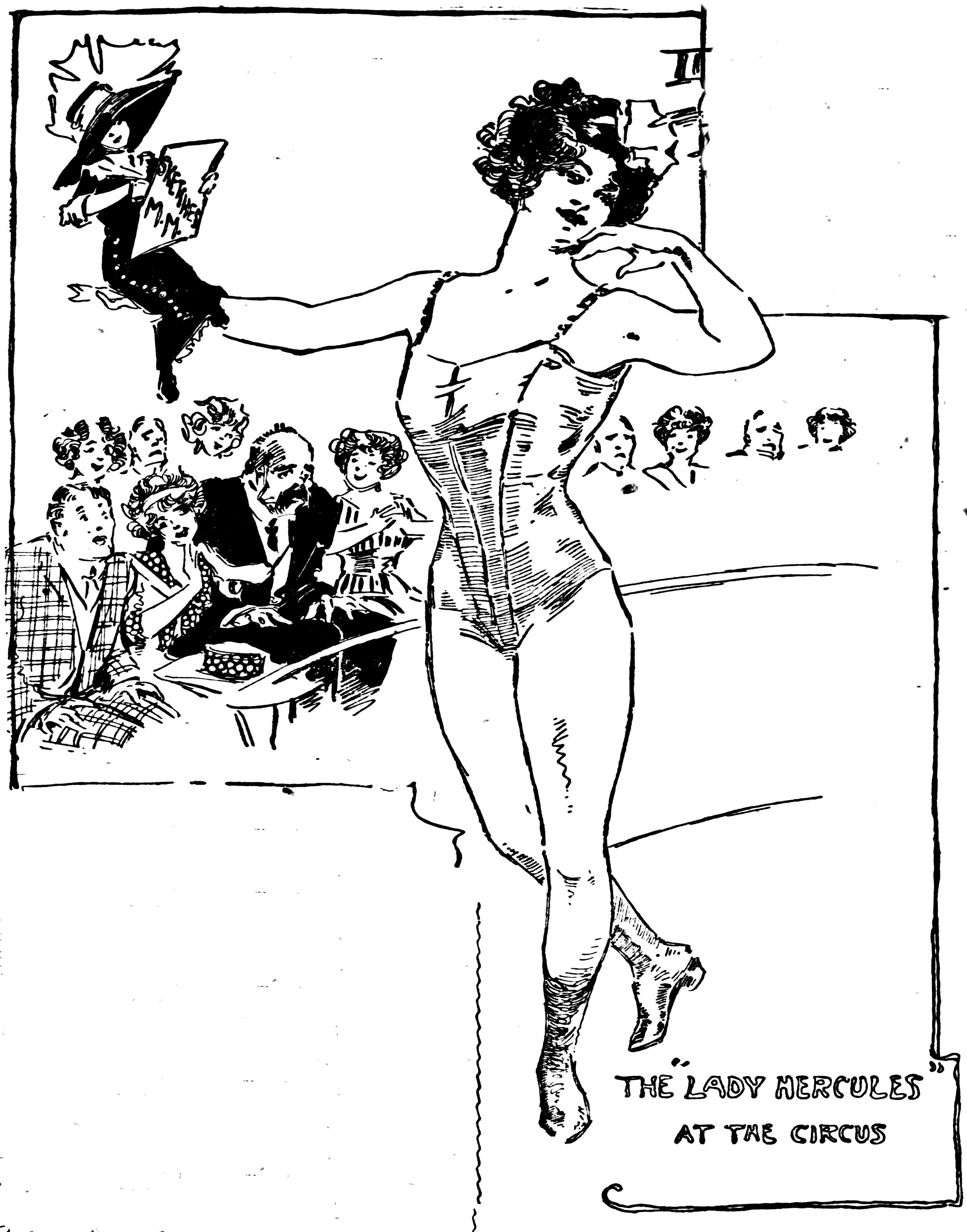
Esbozo de Marguerite Martyn de 1911, donde se representa a sí misma alzada por la artista de fuerza en la pista, ante el público.
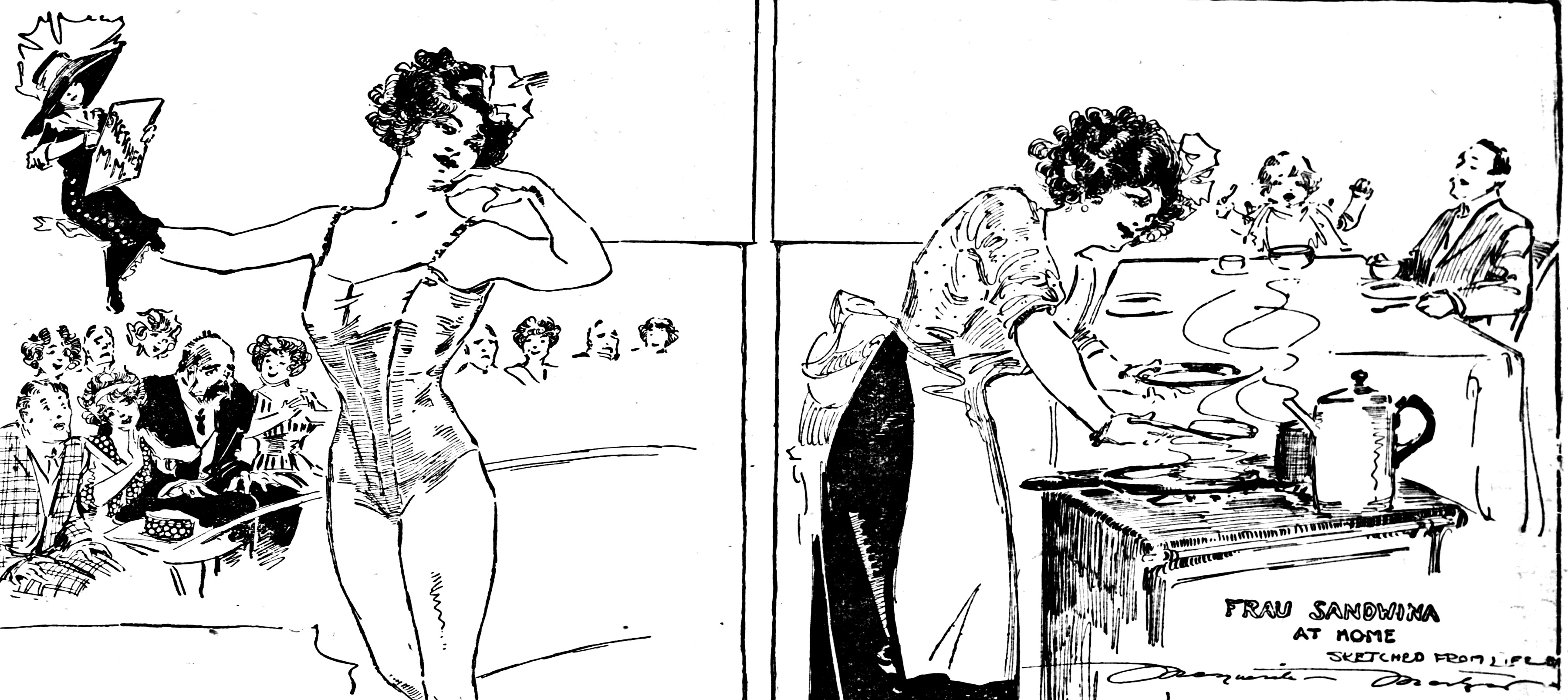
Esbozo de Marguerite Martyn de 1911 a doble página, donde la imagen de la artista actuando a la izquierda se complementa con una imagen a la derecha, como ama de casa preparando la cena para su esposo e hijo.